# Régiment du service militaire adapté de Nouvelle-Calédonie
Le régiment du service militaire adapté de Nouvelle-Calédonie (RSMA-NC) est un organisme dépendant du Ministère de l'Outre-Mer Français.

## Historique
Installé sur deux sites, le Régiment du Service militaire adapté de Nouvelle-Calédonie, a vu le jour en 1986 à Koumac, petite ville de la province Nord. En 1992, il se renforce par la création d’une deuxième compagnie, à Koné. Le choix de ces deux sites, éloignés de Nouméa, marque la volonté de participer au développement économique du territoire et au rééquilibrage entre les provinces.
Le 28 juin 2001, le GSMA-NC (Groupement du service militaire adapté de Nouvelle-Calédonie) hérite de l'étendard et des traditions du 41e régiment d'artillerie de marine.
Organisme d’insertion du ministère de l’outre-mer, le RSMA-NC, armé par des militaires en service détaché, œuvre au profit d’une partie de la jeunesse défavorisée de Nouvelle-Calédonie.
Le groupement recrute des jeunes Néo-Calédoniens en situation d’échec scolaire pour leur donner une deuxième chance d’insertion dans la société. Ces jeunes, recrutés sur volontariat, suivent pendant 12 mois une formation pré professionnelle, dispensée dans un cadre militaire, avant d’être insérés dans la vie active ou dans un cycle de formation qualifiante.
En juillet 2013, il reçoit son propre drapeau et devient le RSMA-NC (Régiment du service militaire adapté de Nouvelle-Calédonie).
Le jeudi 26 mai 2016, le SMA de Nouvelle-Calédonie fête à Nouméa ses 30 ans.

## Missions du Régiment du service militaire adapté de Nouvelle-Calédonie
- au profit de la population, dans le cadre des plans de secours notamment lors de catastrophes naturelles ou sur demande de concours ou de réquisition du Haut-commissariat de la République.
- Toutefois, le RSMA-NC n'étant pas armé, à l'image des unités de la protection civile, il ne peut pas agir dans le cadre des plans de défense et de protection.

## Recrutement
- les VS (Volontaires Stagiaires du Service Militaire Adapté) s'adresse aux jeunes adultes en situation d'échec scolaire et sans qualification professionnelle. Ils ont l'opportunités de passer les permis VL, PL et pour certains le TC.
- les VT (Volontaires Techniciens du Service Militaire Adapté) recruté parmi les jeunes titulaires d'un diplôme professionnel. ils peuvent rejoindre les services financiers, services techniques, gestion des ressources humaines, bureau d'études en construction de bâtiment, restauration, etc.
- Les EVSMA (Engagés Volontaires du Service Militaire Adapté) principalement recrutés en métropole et titulaire au minimum d'un Baccalauréat professionnel. Spécialistes dans leur domaine, ils remplissent la fonction d'instructeur dans les unités de formation professionnelle.